# Aniołki Charliego: Zawrotna szybkość
Aniołki Charliego: Zawrotna szybkość (tytuł oryginalny: Charlie’s Angels: Full Throttle) – amerykański film fabularny (komedia sensacyjna) z 2003 roku w reżyserii McG. Kontynuacja kasowego filmu pod tytułem Aniołki Charliego.

## Fabuła
Aniołki są zaangażowane do zadania odnalezienia skradzionych tytanowych pierścieni, które pozwalają poznać listę osób objętych programem ochrony świadków. Ten kto je skradł, chce je sprzedać mafii. Okazuje się, że dawny Aniołek Madison Lee (Demi Moore) jest odpowiedzialna za to przestępstwo.

## Obsada
- Cameron Diaz – Natalie Cook
- Drew Barrymore – Dylan Sanders
- Lucy Liu – Alex Munday
- Bernie Mac – Jimmy Bosley
- Demi Moore – Madison Lee
- Justin Theroux – Seamus O’Grady
- John Cleese – Pan Munday, ojciec Alex
- Shia LaBeouf – Max(lion)
- Rodrigo Santoro – Randy Emmers
- Robert Patrick – Ray Carter
- Crispin Glover – Thin Man
- Matt LeBlanc – Jason
- Luke Wilson – Pete
- Bruce Willis – William Rose Bailey
- Jaclyn Smith – Kelly Garrett w meksykańskim barze
- Pink – Coal Bowl Starter
- Carrie Fisher – Matka przełożona
- John Forsythe – Charles Townsend (głos)